# Pârâul Dumbrava
Pârâul Dumbrava este o arie protejată de interes național ce corespunde categoriei a IV-a IUCN (rezervație naturală de tip botanic), situată în județul Cluj, pe teritoriul administrativ al comunei Ciurila.

## Localizare
Aria natutrală se află în partea central-sudică a județului Cluj și cea nord-estică a satului Ciurila, în imediata apropiere a drumului județean (DJ107R) care leagă localitatea Sălicea de satul Șutu.

## Descriere

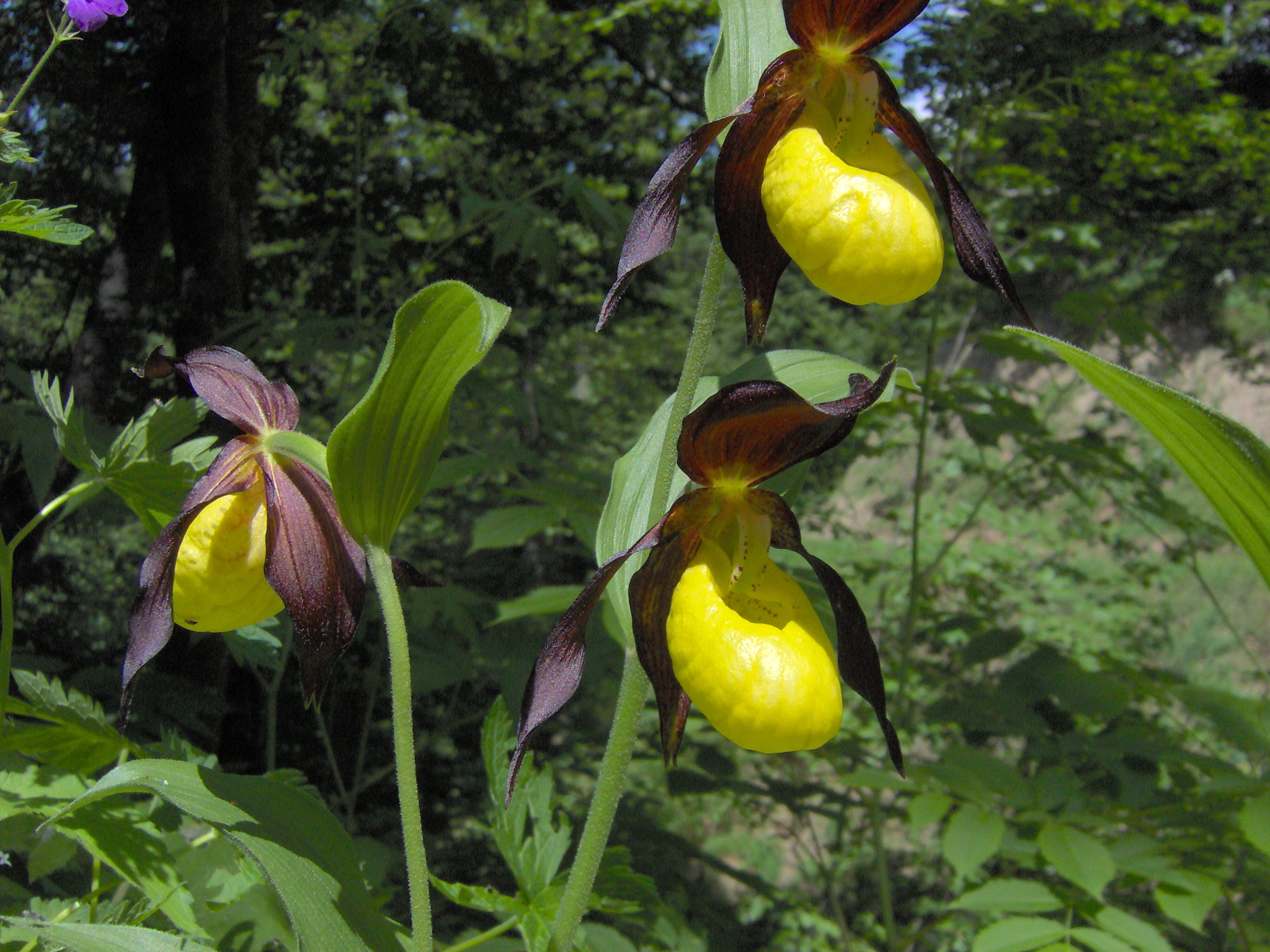
Papucul doamnei (Cypripedium calceolus)

Rezervația naturală declarată arie protejată prin Legea Nr. 5 din 6 martie 2000 (privind aprobarea planului de amenajare a teritoriului național - Secțiunea a III-a -  arii protejate) și se întinde pe o suprafață de 0,50.
Aria protejată reprezintă o zonă de pajiște naturală în lunca  pârâului Dumbrava Filei (afluent de drapta al râului Hășdate) în a cărei areal vegetează o specie de orhidee ocrotită prin lege, cunoscută sub denumirea de papucul doamnei (Cypripedium calceolus). 

## Obiective turistice
În vecinătatea rezervației naturale se află mai multe obiective de interes turistic (lăcașuri de cult, monumente istorice, zone naturale, astfel:

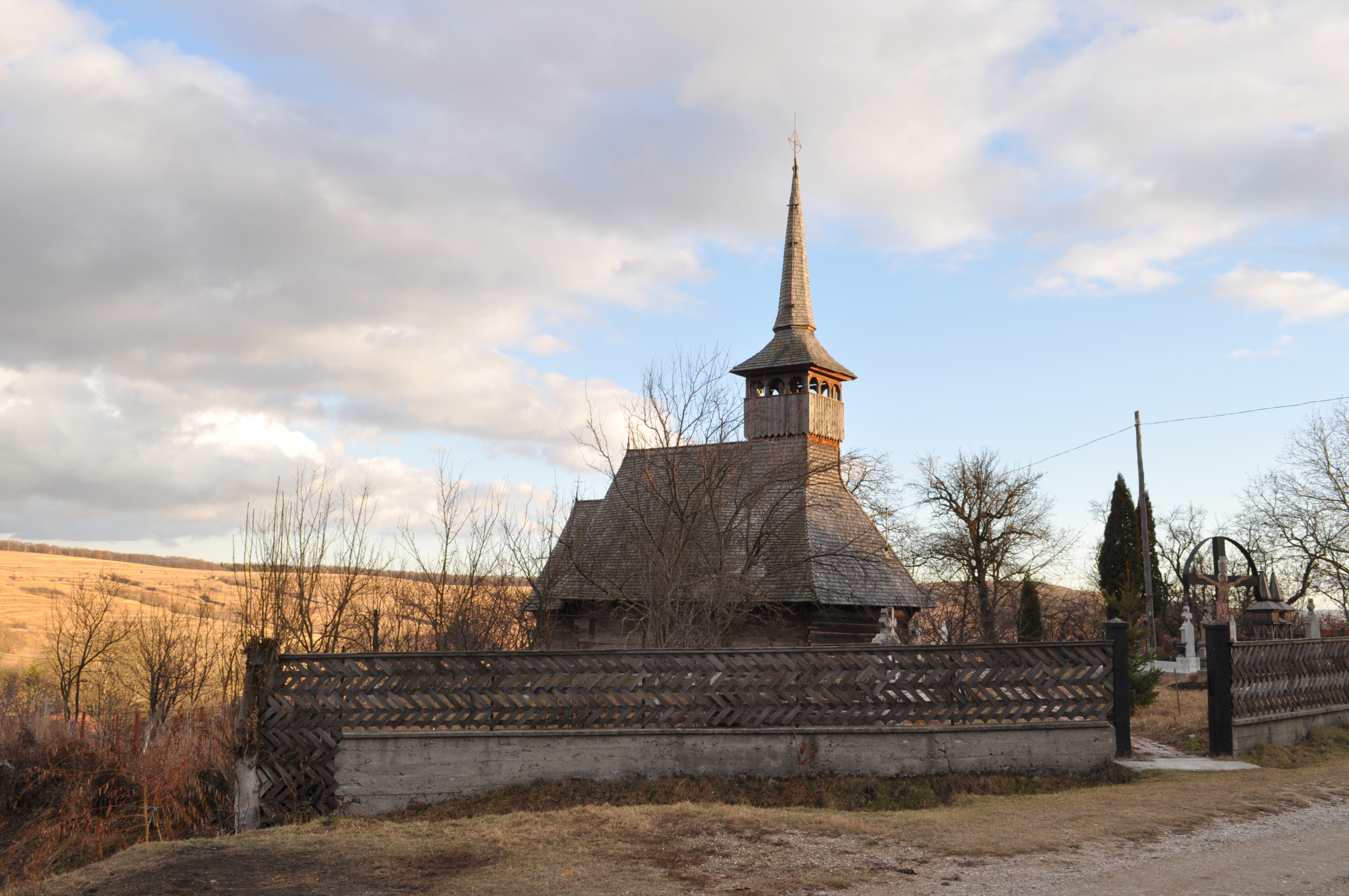
Biserica de lemn din Săliște

- Biserica de lemn „Sf. Arhangheli Mihail și Gavril” din satul Săliște, construcție 1755, monument istoric.
- Biserica de lemn din Ciurila cu hramul „ Intrarea în biserică a Maicii Domnului”, construcție secolul al XVIII-lea
- Biserica de lemn din Pădureni, construcție 1730, monument istoric
- Lacurile din lunca râului Hășdate